# Elenco de Saturday Night Live
La siguiente lista muestra el elenco, pasado y presente, del programa de la NBC Saturday Night Live:

## Elenco del programa
La siguiente lista muestra el elenco del programa, pero omite los escritores y otros que no estuvieran citados como elenco en los créditos del programa. Las fechas muestran el tiempo que estuvo en el programa. La lista indica si una persona presentó un programa, presentó Weekend Update (bajo cualquiera de sus títulos) o tuvo si propio VHS de Best of (lo mejor de), también si fue conductor de Late Night o The Tonight Show, además de ser anunciador del programa.
| Persona (†) significa fallecido | Años en activo          | Miembro ocasional | Miembro permanente | Presentador de Weekend Update | Presentó un programa | Best Of | Conductor de Late Night | Conductor de The Tonight Show | Anunciador |
| ------------------------------- | ----------------------- | ----------------- | ------------------ | ----------------------------- | -------------------- | ------- | ----------------------- | ----------------------------- | ---------- |
| Fred Armisen                    | 2002 - 2013             |                   | Sí                 |                               |                      |         |                         |                               |            |
| Dan Aykroyd                     | 1975 - 1979             |                   | Sí                 | Sí                            | Sí                   | Sí      |                         |                               |            |
| Peter Aykroyd                   | 1979 - 1980             | Sí                |                    |                               |                      |         |                         |                               |            |
| Morwenna Banks                  | 1995                    |                   | Sí                 |                               |                      |         |                         |                               |            |
| Jim Belushi                     | 1983 - 1985             |                   | Sí                 |                               |                      |         |                         |                               |            |
| John Belushi (†)                | 1975 - 1979             |                   | Sí                 |                               |                      | Sí      |                         |                               |            |
| Jim Breuer                      | 1995 - 1998             |                   | Sí                 |                               |                      |         |                         |                               |            |
| A. Whitney Brown                | 1985 - 1991             | Sí                |                    |                               |                      |         |                         |                               |            |
| Beth Cahill                     | 1991 - 1992             | Sí                |                    |                               |                      |         |                         |                               |            |
| Dana Carvey                     | 1986 - 1993             |                   | Sí                 |                               | Sí                   | Sí      |                         |                               |            |
| Chevy Chase                     | 1975 - 1976             |                   | Sí                 | Sí                            | Sí                   | Sí      |                         |                               |            |
| Ellen Cleghorne                 | 1991 - 1995             |                   | Sí                 |                               |                      |         |                         |                               |            |
| George Coe                      | 1975                    |                   | Sí                 |                               |                      |         |                         |                               |            |
| Billy Crystal                   | 1984 - 1985             |                   | Sí                 | Sí                            | Sí                   |         |                         |                               |            |
| Jane Curtin                     | 1975 - 1980             |                   | Sí                 | Sí                            |                      |         |                         |                               |            |
| Joan Cusack                     | 1985 - 1986             |                   | Sí                 |                               |                      |         |                         |                               |            |
| Tom Davis                       | 1979 - 1980             | Sí                |                    |                               |                      |         |                         |                               |            |
| Denny Dillon                    | 1980 - 1981             |                   | Sí                 |                               |                      |         |                         |                               |            |
| Jim Downey                      | 1979 - 1980             | Sí                |                    |                               |                      |         |                         |                               |            |
| Robert Downey Jr.               | 1985 - 1986             |                   | Sí                 |                               | Sí                   |         |                         |                               |            |
| Brian Doyle-Murray              | 1979 - 1982             | Sí                |                    | Sí                            |                      |         |                         |                               |            |
| Rachel Dratch                   | 1999 - 2006             |                   | Sí                 |                               |                      |         |                         |                               |            |
| Robin Duke                      | 1981 - 1984             |                   | Sí                 |                               |                      |         |                         |                               |            |
| Nora Dunn                       | 1985 - 1990             |                   | Sí                 |                               |                      |         |                         |                               |            |
| Christine Ebersole              | 1981 - 1982             |                   | Sí                 | Sí                            |                      |         |                         |                               |            |
| Dean Edwards                    | 2001 - 2003             | Sí                |                    |                               |                      |         |                         |                               |            |
| Abby Elliott                    | 2008 - 2012             |                   | Sí                 |                               |                      |         |                         |                               |            |
| Chris Elliott                   | 1994 - 1995             |                   | Sí                 |                               |                      |         |                         |                               |            |
| Jimmy Fallon                    | 1998 - 2004             |                   | Sí                 | Sí                            | Sí                   | Sí      | Sí                      | Sí                            |            |
| Siobhan Fallon                  | 1991 - 1992             | Sí                |                    |                               |                      |         |                         |                               |            |
| Chris Farley (†)                | 1990 - 1995             |                   | Sí                 |                               | Sí                   | Sí      |                         |                               |            |
| Will Ferrell                    | 1995 - 2002             |                   | Sí                 |                               | Sí                   | Sí      |                         |                               |            |
| Tina Fey                        | 2000 - 2006             |                   | Sí                 | Sí                            | Sí                   |         |                         |                               |            |
| Will Forte                      | 2002 - 2010             |                   | Sí                 |                               |                      |         |                         |                               |            |
| Al Franken                      | 1979 - 1980 1986 - 1995 | Sí                |                    |                               |                      |         |                         |                               |            |
| Janeane Garofalo                | 1994 - 1995             |                   | Sí                 |                               |                      |         |                         |                               |            |
| Ana Gasteyer                    | 1996 - 2002             |                   | Sí                 |                               |                      |         |                         |                               |            |
| Gilbert Gottfried               | 1980 - 1981             |                   | Sí                 |                               |                      |         |                         |                               |            |
| Mary Gross                      | 1981 - 1985             |                   | Sí                 | Sí                            |                      |         |                         |                               |            |
| Christopher Guest               | 1984 - 1985             |                   | Sí                 | Sí                            |                      |         |                         |                               |            |
| Bill Hader                      | 2005 - 2013             |                   | Sí                 |                               |                      |         |                         |                               |            |
| Anthony Michael Hall            | 1985 - 1986             |                   | Sí                 |                               |                      |         |                         |                               |            |
| Brad Hall                       | 1982 - 1984             |                   | Sí                 | Sí                            |                      |         |                         |                               |            |
| Rich Hall                       | 1984 - 1985             |                   | Sí                 |                               |                      |         |                         |                               |            |
| Darrell Hammond                 | 1995 - 2009             |                   | Sí                 |                               |                      | Sí      |                         |                               | Sí         |
| Phil Hartman (†)                | 1986 - 1994             |                   | Sí                 |                               | Sí                   | Sí      |                         |                               |            |
| Jan Hooks                       | 1986 - 1991             |                   | Sí                 |                               |                      |         |                         |                               |            |
| Yvonne Hudson                   | 1980 - 1981             | Sí                |                    |                               |                      |         |                         |                               |            |
| Melanie Hutsell                 | 1991 - 1994             |                   | Sí                 |                               |                      |         |                         |                               |            |
| Victoria Jackson                | 1986 - 1992             |                   | Sí                 |                               |                      |         |                         |                               |            |
| Chris Kattan                    | 1996 - 2003             |                   | Sí                 |                               |                      | Sí      |                         |                               |            |
| Tim Kazurinsky                  | 1981 - 1984             |                   | Sí                 |                               |                      |         |                         |                               |            |
| Laura Kightlinger               | 1994 - 1995             | Sí                |                    |                               |                      |         |                         |                               |            |
| David Koechner                  | 1995 - 1996             |                   | Sí                 |                               |                      |         |                         |                               |            |
| Gary Kroeger                    | 1982 - 1985             |                   | Sí                 |                               |                      |         |                         |                               |            |
| Matthew Laurance                | 1980 - 1981             | Sí                |                    |                               |                      |         |                         |                               |            |
| Julia Louis-Dreyfus             | 1982 - 1985             |                   | Sí                 |                               | Sí                   |         |                         |                               |            |
| Jon Lovitz                      | 1985 - 1990             |                   | Sí                 |                               | Sí                   | Sí      |                         |                               |            |
| Norm Macdonald                  | 1993 - 1998             |                   | Sí                 | Sí                            | Sí                   |         |                         |                               |            |
| Gail Matthius                   | 1980 - 1981             |                   | Sí                 | Sí                            |                      |         |                         |                               |            |
| Michael McKean                  | 1994 - 1995             |                   | Sí                 |                               | Sí                   |         |                         |                               |            |
| Mark McKinney                   | 1995 - 1997             |                   | Sí                 |                               |                      |         |                         |                               |            |
| Tim Meadows                     | 1991 - 2000             |                   | Sí                 |                               |                      | Sí      |                         |                               |            |
| Laurie Metcalf                  | 1981                    | Sí                |                    |                               |                      |         |                         |                               |            |
| Seth Meyers                     | 2001 - 2014             |                   | Sí                 | Sí                            |                      |         | Sí                      |                               |            |
| Dennis Miller                   | 1985 - 1991             |                   | Sí                 | Sí                            |                      |         |                         |                               |            |
| Jerry Minor                     | 2000 - 2001             | Sí                |                    |                               |                      |         |                         |                               |            |
| Finesse Mitchell                | 2003 - 2006             |                   | Sí                 |                               |                      |         |                         |                               |            |
| Jay Mohr                        | 1993 - 1995             | Sí                |                    |                               |                      |         |                         |                               |            |
| Tracy Morgan                    | 1996 - 2003             |                   | Sí                 |                               | Sí                   | Sí      |                         |                               |            |
| Garrett Morris                  | 1975 - 1980             |                   | Sí                 |                               |                      |         |                         |                               |            |
| Bobby Moynihan                  | 2008 - 2017             |                   | Sí                 |                               |                      |         |                         |                               |            |
| Eddie Murphy                    | 1980 - 1984             |                   | Sí                 |                               | Sí                   | Sí      |                         |                               |            |
| Bill Murray                     | 1976 - 1980             |                   | Sí                 | Sí                            | Sí                   |         |                         |                               |            |
| Mike Myers                      | 1989 - 1995             |                   | Sí                 |                               | Sí                   | Sí      |                         |                               |            |
| Kevin Nealon                    | 1986 - 1995             |                   | Sí                 | Sí                            |                      |         |                         |                               |            |
| Laraine Newman                  | 1975 - 1980             |                   | Sí                 |                               |                      |         |                         |                               |            |
| Don Novello                     | 1979 - 1980 1985 - 1986 | Sí                |                    |                               | Sí                   |         |                         |                               |            |
| Michael O'Donoghue (†)          | 1975                    |                   | Sí                 |                               |                      |         |                         |                               |            |
| Cheri Oteri                     | 1995 - 2000             |                   | Sí                 |                               |                      | Sí      |                         |                               |            |
| Chris Parnell                   | 1998 - 2006             |                   | Sí                 |                               |                      |         |                         |                               |            |
| Nasim Pedrad                    | 2009 - 2014             |                   | Sí                 |                               |                      |         |                         |                               |            |
| Joe Piscopo                     | 1980 - 1984             |                   | Sí                 | Sí                            |                      |         |                         |                               |            |
| Amy Poehler                     | 2001 - 2008             |                   | Sí                 | Sí                            |                      | Sí      |                         |                               |            |
| Emily Prager                    | 1981                    | Sí                |                    |                               |                      |         |                         |                               |            |
| Randy Quaid                     | 1985 - 1986             |                   | Sí                 |                               |                      |         |                         |                               |            |
| Colin Quinn                     | 1995 - 2000             |                   | Sí                 | Sí                            |                      |         |                         |                               |            |
| Gilda Radner (†)                | 1975 - 1980             |                   | Sí                 |                               |                      | Sí      |                         |                               |            |
| Jeff Richards                   | 2001 - 2004             |                   | Sí                 |                               |                      |         |                         |                               |            |
| Rob Riggle                      | 2004 - 2005             | Sí                |                    |                               |                      |         |                         |                               |            |
| Ann Risley                      | 1980 - 1981             |                   | Sí                 |                               |                      |         |                         |                               |            |
| Chris Rock                      | 1990 - 1993             |                   | Sí                 |                               | Sí                   | Sí      |                         |                               |            |
| Charles Rocket (†)              | 1980 - 1981             |                   | Sí                 | Sí                            |                      |         |                         |                               |            |
| Tony Rosato                     | 1981 - 1982             |                   | Sí                 |                               |                      |         |                         |                               |            |
| Maya Rudolph                    | 2000 - 2007             |                   | Sí                 |                               |                      |         |                         |                               |            |
| Andy Samberg                    | 2005 - 2012             |                   | Sí                 |                               |                      |         |                         |                               |            |
| Adam Sandler                    | 1991 - 1995             |                   | Sí                 |                               |                      | Sí      |                         |                               |            |
| Horatio Sanz                    | 1998 - 2006             |                   | Sí                 | Sí                            |                      |         |                         |                               |            |
| Tom Schiller                    | 1979 - 1980             | Sí                |                    |                               |                      |         |                         |                               |            |
| Rob Schneider                   | 1990 - 1994             |                   | Sí                 |                               |                      |         |                         |                               |            |
| Paul Shaffer                    | 1979 - 1980             | Sí                |                    |                               | Sí                   |         |                         |                               |            |
| Molly Shannon                   | 1995 - 2001             |                   | Sí                 |                               | Sí                   | Sí      |                         |                               |            |
| Harry Shearer                   | 1979 - 1980 1984 - 1985 |                   | Sí                 |                               |                      |         |                         |                               |            |
| Martin Short                    | 1984 - 1985             |                   | Sí                 |                               | Sí                   |         |                         |                               |            |
| Sarah Silverman                 | 1993 - 1994             | Sí                |                    |                               | Sí                   |         |                         |                               |            |
| Jenny Slate                     | 2009 - 2010             | Sí                |                    |                               |                      |         |                         |                               |            |
| Robert Smigel                   | 1991 - 1993             | Sí                |                    |                               |                      |         |                         |                               |            |
| David Spade                     | 1990 - 1996             |                   | Sí                 |                               | Sí                   | Sí      |                         |                               |            |
| Pamela Stephenson               | 1984 - 1985             |                   | Sí                 |                               |                      |         |                         |                               |            |
| Ben Stiller                     | 1989                    | Sí                |                    |                               | Sí                   |         |                         |                               |            |
| Jason Sudeikis                  | 2005 - 2013             |                   | Sí                 |                               |                      |         |                         |                               |            |
| Julia Sweeney                   | 1990 - 1994             |                   | Sí                 |                               |                      |         |                         |                               |            |
| Terry Sweeney                   | 1985-1986               |                   | Sí                 |                               |                      |         |                         |                               |            |
| Kenan Thompson                  | 2003-presente           |                   | Sí                 |                               |                      |         |                         |                               |            |
| Danitra Vance (†)               | 1985-1986               |                   | Sí                 |                               |                      |         |                         |                               |            |
| Dan Vitale                      | 1985 - 1986             | Sí                |                    |                               |                      |         |                         |                               |            |
| Nancy Walls                     | 1995 - 1996             |                   | Sí                 |                               |                      |         |                         |                               |            |
| Michaela Watkins                | 2008 - 2009             | Sí                |                    |                               |                      |         |                         |                               |            |
| Damon Wayans                    | 1985 - 1986             | Sí                |                    |                               | Sí                   |         |                         |                               |            |
| Patrick Weathers                | 1980 - 1981             | Sí                |                    |                               |                      |         |                         |                               |            |
| Kristen Wiig                    | 2005 - 2012             |                   | Sí                 |                               | Sí                   |         |                         |                               |            |
| Casey Wilson                    | 2007 - 2009             |                   | Sí                 |                               |                      |         |                         |                               |            |
| Fred Wolf                       | 1995 - 1996             | Sí                |                    |                               |                      |         |                         |                               |            |
| Alan Zweibel                    | 1979 - 1980             | Sí                |                    |                               |                      |         |                         |                               |            |
| Vanessa Bayer                   | 2010-2017               |                   | Sí                 |                               |                      |         |                         |                               |            |
| Aidy Bryant                     | 2012-2022               |                   | Sí                 |                               |                      |         |                         |                               |            |
| Taran Killam                    | 2010-2016               |                   | Sí                 |                               |                      |         |                         |                               |            |
| Kate McKinnon                   | 2012-2022               |                   | Sí                 |                               |                      |         |                         |                               |            |
| Cecily Strong                   | 2012-2022               |                   | Sí                 | Sí                            |                      |         |                         |                               |            |
| Beck Bennett                    | 2013-2021               | Sí                |                    |                               |                      |         |                         |                               |            |
| John Milhiser                   | 2013-2014               | Sí                |                    |                               |                      |         |                         |                               |            |
| Kyle Mooney                     | 2013-2022               | Sí                |                    |                               |                      |         |                         |                               |            |
| Mike O'Brien                    | 2013-2014               | Sí                |                    |                               |                      |         |                         |                               |            |
| Noël Wells                      | 2013-2014               | Sí                |                    |                               |                      |         |                         |                               |            |
| Brooks Wheelan                  | 2013-2014               | Sí                |                    |                               |                      |         |                         |                               |            |
| Colin Jost                      | 2014-presente           | Sí                |                    | Sí                            |                      |         |                         |                               |            |
| Sasheer Zamata                  | 2014-2017               | Sí                |                    |                               |                      |         |                         |                               |            |
| Michael Che                     | 2014-presente           | Sí                |                    | Sí                            |                      |         |                         |                               |            |
| Pete Davidson                   | 2014-2022               | Sí                |                    |                               |                      |         |                         |                               |            |
| Leslie Jones                    | 2014-2019               | Sí                |                    |                               |                      |         |                         |                               |            |
| Alex Moffat                     | 2016-2022               | Sí                |                    |                               |                      |         |                         |                               |            |
| Mikey Day                       | 2016-presente           | Sí                |                    |                               |                      |         |                         |                               |            |
| Heidi Gardner                   | 2017-presente           | Sí                |                    |                               |                      |         |                         |                               |            |
| Chloe Fineman                   | 2019-presente           | Sí                |                    |                               |                      |         |                         |                               |            |
| Lauren Holt                     | 2020-2021               | Sí                |                    |                               |                      |         |                         |                               |            |

## Actores con la mayor duración en el programa
La siguiente lista muestra los actores que estuvieron durante mayor tiempo en el programa.´
| Persona         | Permanencia                     | Años en el programa |
| Kenan Thompson  | 2003-presente                   | 22                  |
| Darrell Hammond | 1995-2009                       | 14                  |
| Seth Meyers     | 2001-2014                       | 13                  |
| Colin Jost      | 2014-presente                   | 11                  |
| Al Franken      | 1977-1980, 1985-1986, 1988-1995 | 11                  |
| Fred Armisen    | 2002-2013                       | 11                  |
| Tim Meadows     | 1991 - 2000                     | 10                  |
| Kevin Nealon    | 1986 - 1995                     | 9                   |
| Will Forte      | 2002 - 2010                     | 8                   |
| Phil Hartman    | 1986 - 1994                     | 8                   |
| Chris Parnell   | 1998 - 2006                     | 8                   |
| Amy Poehler     | 2001 - 2008                     | 8                   |
| Maya Rudolph    | 2000 - 2007                     | 8                   |
| Horatio Sanz    | 1998 - 2006                     | 8                   |

## Invitados que pasaron una audición
| Invitado         | Audición en SNL | Primera aparición como invitado | Última aparición como invitado. |
| John Goodman     | 6º (1980–1981)  | 2 de diciembre de 1989          | 3 de noviembre de 2001          |
| Jim Carrey       | 6º (1980–1981)  | 18 de mayo de 1996              | 18 de mayo de 1996              |
| Catherine O'Hara | 6º (1980–1981)  | 13 de abril de 1991             | 31 de octubre de 1992           |
| Geena Davis      | 8º (1982–1983)  | 22 de abril de 1989             | 22 de abril de 1989             |
| Paul Reubens     | 10º (1984-1985) | 23 de noviembre de 1985         | 23 de noviembre de 1985         |
| Lisa Kudrow      | 16º (1990–1991) | 5 de octubre de 1996            | 5 de octubre de 1996            |
| Steve Carell     | 21º (1995–1996) | 1 de octubre de 2005            | 17 de mayo de 2008              |
| Johnny Knoxville | 21º (1995–1996) | 7 de mayo de 2005               | 7 de mayo de 2005               |
| Dane Cook        | 28º (2002–2003) | 3 de diciembre de 2005          | 30 de septiembre de 2006        |

## Miembros más jóvenes del equipo
La siguiente lista muestra a las personas más jóvenes en unirse al programa.
| Persona              | Edad cuando se unió al programa | Permanencia   |
| Anthony Michael Hall | 17 años                         | 1985-1986     |
| Eddie Murphy         | 19 años                         | 1980-1984     |
| Robert Downey Jr.    | 20 años                         | 1985-1986     |
| Abby Elliott         | 21 años, 5 meses                | 2008-2012     |
| Julia Louis-Dreyfus  | 21 años, 8 meses                | 1982-1985     |
| Sarah Silverman      | 22 años, 10 meses               | 1993-1994     |
| Pete Davidson        | 20 años, 10 meses               | 2014-presente |

- Kenan Thompson es el primer miembro del equipo en nacer después del comienzo del programa en 1975[1]
- Pete Davidson, es el primer miembro del equipo en nacer en los años 1990.

## Miembros más viejos del equipo
La siguiente lista muestra a las personas más viejos en unirse al programa.
| Persona           | Edad cuando se unió al programa | Permanencia |
| Leslie Jones      | 47 años                         | 2014-2019   |
| Michael McKean    | 46 años                         | 1994-1995   |
| Darrell Hammond   | 39 años                         | 1995-2009   |
| Phil Hartman      | 38 años                         | 1986-1994   |
| Garrett Morris    | 37 años                         | 1975-1980   |
| Michaela Watkins  | 36 años, 11 meses               | 2008-2009   |
| Christopher Guest | 36 años, 8 meses                | 1984-1985   |
| Billy Crystal     | 36 años, 7 meses                | 1984-1985   |
| Colin Quinn       | 36 años, 4 meses                | 1995-2000   |